# Stefano Celozzi
Stefano Celozzi est un footballeur allemand né le 2 novembre 1988 à Guntzbourg.